# مدیریت الیوت
مدیریت الیوت (انگلیسی: Elliott Management Corporation) شرکت سرمایه‌گذاری آمریکایی است، که در زمینه مبادلات سهام ریسک‌دار و مدیریت صندوق‌های سرمایه‌گذاری فعالیت می‌کند. این شرکت در سال ۱۹۷۷ توسط پال سینگر تأسیس شد و هم‌اکنون دارایی تحت مدیریت آن بالغ بر ۳۷ میلیارد دلار می‌باشد و به‌عنوان یکی از بزرگترین سهام‌داران کنشگر در جهان شناخته می‌شود. دفتر مرکزی شرکت مدیریت الیوت در نیویورک قرار دارد. مدیریت الیوت دارای سهام در شرکت‌های آدکو، پرنود ریکارد، هس کورپوریشن، توییتر، کامکست، ان‌ایکس‌پی، گروه سافت‌بنک و پراکتر اند گمبل می‌باشد.